# Baturaja
Baturaja est une ville indonésienne en province du Sumatra du sud. 
Elle est située au début de l'axe: Bandar Lampung - Padang, sur le cours d'eau Ogan. La ville est située à environ 150 m d'altitude au bord de la chaine de montagne de l'île de Sumatra.
Elle est située à 275 km de Bandar Lampung, 225 de Bengkulu, et 270 de Palembang.